# ル・サントル・シェラトンホテル
ル・サントル・シェラトンホテル（英語:Le Centre Sheraton Hotel）はカナダのケベック州モントリオールにある高層ビルのホテルである。モントリオール中心街のスタンレー通りとドルモント通りの間、ルネ・レベック大通り西1201にある。
ル・サントル・シェラトンホテルには825室の客室があり、建物は38階建て、高さ118メートル (387 ft)であり、ル・グループ・アーコープ（Le Group Arcorp）によって建設され、1982年に竣工した。
1993年7月3日に2518号室で亡くなった野球選手のドン・ドライスデールのためのホールが設けられている。2000年10月24日-25日にはここでG20財務大臣・中央銀行総裁会議が行われた。